# Másodfajú fémek

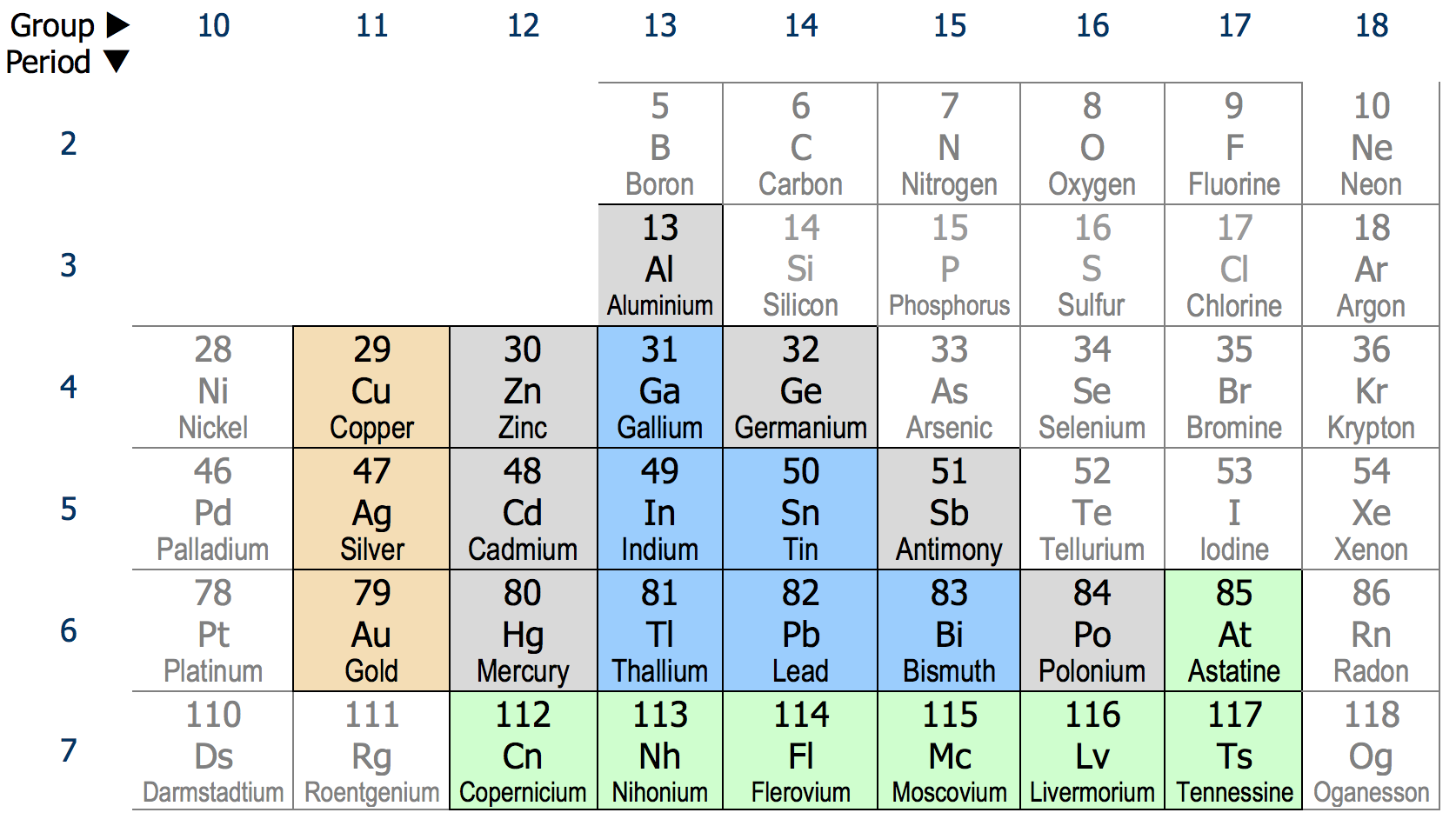
Másodfajú fémek a periódusos rendszerben

A másodfajú fémek a periódusos rendszer p-mezőjében található fémes elemek, amelyek az átmenetifémek és a félfémek között helyezkednek el. Egyelőre nincs megállapodás arról, hogy pontosan melyik elemek tartoznak a csoportba, ugyanis jelenleg több, egymásnak ellentmondó javaslat van erre nézvést. Ezek közül a leggyakoribb javaslatok 6, 10 és 13 elemet sorolnak ide. A javaslatokban közös, hogy mindegyikben szerepel a gallium (Ga), az indium (In), az ón (Sn), a tallium (Tl), az ólom (Pb) és a bizmut (Bi).

## Elnevezésük
Az eredeti, angol nyelvű elnevezés (post-transition metals) eredete nem ismert, egyik korai említése 1940-ben történt. Az angol kifejezés közvetlenül utal arra, hogy a tárgyalt elemek a periódusos rendszerben az átmenetifémek után foglalnak helyet. A név általánosan használt, de hivatalosan egyetlen szervezet által sem szabályozott vagy definiált.

## Jellemzőik
A másodfajú fémek puhák és törékenyek, szerkezetileg gyengék, és alacsonyabb olvadás-, illetve forrásponttal rendelkeznek, mint az átmenetifémek. Mivel közel vannak a fém–nemfém választóvonalhoz, kristályszerkezetükben kovalens jellegűek a kötőerők. Kémiailag tehát a kovalens kötésre való hajlam, valamint az amfoter jelleg határozza meg őket. Zintl-fázisokat (erősen elektropozitív fémekből és közepesen elektronegatív fémekből vagy félfémekből létrejövő vegyületek) is létrehozhatnak.

### Bővebben a rézcsoport elemeiről
A rézcsoport elemei (oxidációs állapotuktól függően) kettős sajátságot mutatnak, mivel hasonlítanak:
1. A félfémekre: mivel a p-mezőbeli másodfajú fémek ns2 elektronpárja is sokszor nemkötő marad, illetve pl. komplexképző sajátságaikban is hasonlóak, mivel az (n−1) d elektronjaik kevésbé vesznek részt → a jellemző koordinációs szám a 4, a 6-os koordináció ritkább.
2. Az átmenetifémekre: vegyértékelektronjaik nem teljesen különülnek el a nemesfémhéjtól, a d-mezőbeli másodfajú fémek oxidációfoka az oszlopszámnál nagyobb is lehet, elektronegativitásuk viszont nagyobb (kivéve a platinafémek, melyekéhez hasonló); több is nemesfém.
Nagy sűrűségű, viszonylag puha, jól megmunkálható (aranyfóliák), A1 rácsú fémek. A réz vörös, az ezüst fémesen fehér fényű, az arany sárga. Elektromos vezető  és hővezető (Ag 430 W m-1K-1) képességük kiemelkedő. Kolloidjaik jellemző színűek, pl. vörös, kék és ibolyaszínű aranykolloid rendszerek.

#### Kémiai tulajdonságok
Tiszta, száraz levegőben mindhárom fém stabilis, bár a réz magasabb hőmérsékleten reagál oxigénnel: 4 Cu + O2→ 2 Cu2O. Nedves, CO2 tartalmú levegőben a réz patina, szulfid jelenlétében pedig barna CuS, ezüstből fekete Ag2S (Hepar-reakció). A réz és az ezüst oxidáló savakban (salétromsav=választóvíz: 14/24 karát) oldódik: 3 Ag + 4 HNO3 → 3 AgNO3 + NO + 2 H2O. Az arany csak királyvízben: Au + 4 HCl + HNO3 → H[AuCl4] + NO + 2 H2O. A rezet ammónium-hidroxidban is lehet oldani oxigén jelenlétében: 2 Cu + 8 NH4OH + O2 → 2 [Cu(NH3)4](OH)2 + 6 H2O. Az ezüst és az arany pedig ciánlúgozással hasonlóan, míg a réz a KCN oldatból H2-t fejleszt. A réz félnemesfém – könnyen képződik oxid a hidroxidjából, nem igazán oldódik ásványi savakban. Az ezüst és az arany nemesfém. Számos más fémmel és egymással is ötvözetet képeznek; osztályozásuk a vegyértékelektronok és az atomok számának aránya (elektronkoncentráció, elektronvegyületek) alapján, pl. a sárgarézben (Cu-Zn ötvözet) 1,5. Nagy komplexképzési hajlamúak: jellemző koordinációs számuk 4.

#### Felhasználás
Cu: ötvözőanyag: sárgaréz (Cu-Zn), bronz (Cu-Sn), konstantán= 45% Ni+ 55% Cu (+Mn), alpakka= Ni+Cu+Zn, érmék (Cu+Ni+Ag, esetleg Zn/Mn); elektrotechnika: vezetékek, huzalok, elemek, szupravezetők: YBa2Cu(II)yCu(III)3−yOx (6<x<7) és La2−xSrxCu(II)yCu(III)1−yO4; Fehling-reagens (tartaráto-komplexe enyhe redukálószerek kimutatására), permetezőszerek (CH3)2SiCl2→szilikonok reakcióban használt katalizátor, Cu/V ciklohexanol→ciklohexanon katalizátora adipinsav előállítására a nylon-66 gyártásánál
Ag: elektrotechnikai eszközök (biztosítékok) és szárazelemek, dísztárgyak, ékszerek, tükrök, fényképészet, újezüst = 25% Ag + 50% Ni + 25% Zn; AgI esőcsinálás
Au: pénzvilág, ékszerek (24 karát = 100 m/m%), elektrotechnikai eszközök (érintkezők), fóliák (1 cm3 Au 18 m2, 230 atom vastagságú), speciális hővisszaverő üvegek, gyógyászat, nanotechnológia.

## Fordítás
Ez a szócikk részben vagy egészben  a   Post-transition_metal című angol Wikipédia-szócikk ezen változatának fordításán alapul.  Az eredeti cikk szerkesztőit annak laptörténete sorolja fel. Ez a jelzés csupán a megfogalmazás eredetét és a szerzői jogokat jelzi, nem szolgál a cikkben szereplő információk forrásmegjelöléseként.